# Coquillettomyia combinata
Coquillettomyia combinata är en tvåvingeart som beskrevs av Fedotova 2006. Coquillettomyia combinata ingår i släktet Coquillettomyia och familjen gallmyggor. Inga underarter finns listade i Catalogue of Life.